# Enthalpie de réaction
L'enthalpie de réaction {\displaystyle \Delta _{\mathrm {r} }H} est une grandeur de réaction associée à l'écriture de l'équation-bilan d'une réaction chimique effectuée à température {\displaystyle T} et pression {\displaystyle P} constantes. Elle s'exprime en joules par mole (J/mol) et correspond à la variation d'enthalpie du mélange réactionnel pour un avancement {\displaystyle \xi } de la réaction en cours égal à 1 mol. Ainsi, si on connait l'avancement d'une réaction, on peut calculer la variation d'enthalpie {\displaystyle \Delta H} associée à cette réaction d'après la relation suivante :
{\displaystyle \Delta H=\int _{0}^{\xi }\Delta _{\mathrm {r} }H\;\mathrm {d} \xi }
Pour les réactions chimiques ayant lieu à pression constante, l'enthalpie de réaction permet donc d'avoir accès à l'énergie libérée sous forme de chaleur car :
{\displaystyle \Delta H=Q_{P}} (voir enthalpie)

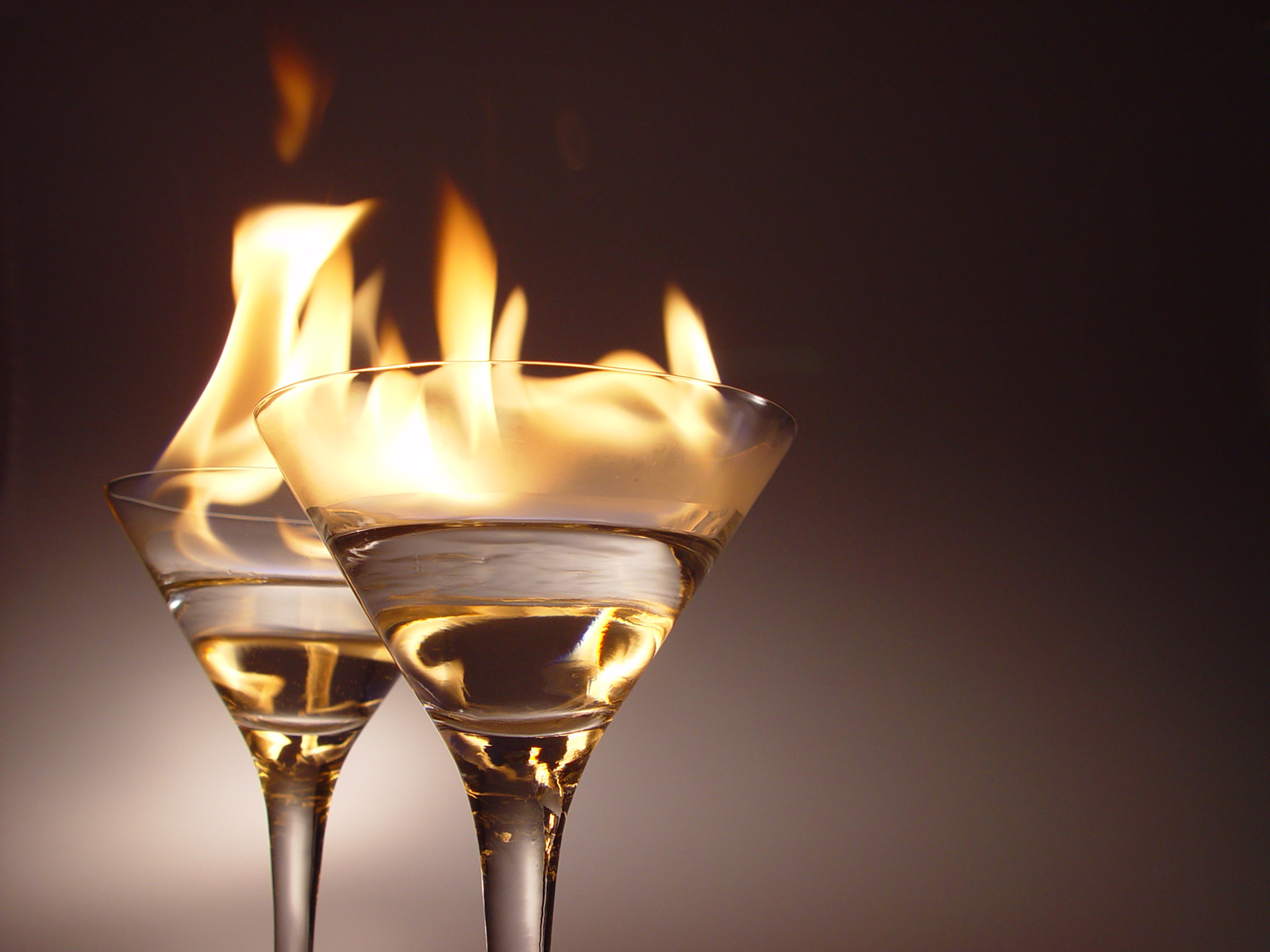
L'enthalpie de réaction de la combustion d'alcool dans l'air est négative. Il s’agit donc d’une réaction exothermique dans laquelle la chaleur est libérée dans l’environnement.

Une réaction chimique qui a une enthalpie de réaction négative est dite exothermique, puisqu'elle libère de la chaleur dans l'environnement, alors qu'une réaction chimique dont l'enthalpie de réaction est positive est dite endothermique : elle nécessite un apport de chaleur pour se produire.

## Définition thermodynamique
Soit une réaction chimique quelconque notée sous la forme :
en attribuant selon la convention stœchiométrique une valeur négative aux coefficients stœchiométriques des réactifs et positive à ceux des produits :
- {\displaystyle \nu _{i}<0} pour un réactif ;
- {\displaystyle \nu _{i}>0} pour un produit.

L'enthalpie {\displaystyle H} du système réactionnel est fonction des variables indépendantes {\displaystyle P,T,n_{1},n_{2},\cdots ,n_{N}} (pression, température et quantité de chaque constituant du système) :
{\displaystyle H=H\!\left(P,T,n_{1},n_{2},\cdots ,n_{N}\right)}
La fonction enthalpie étant une fonction d'état, sa différentielle totale est exacte et peut s'écrire selon :
{\displaystyle \mathrm {d} H=\left({\partial H \over \partial P}\right)_{T,n}\,\mathrm {d} P+\left({\partial H \over \partial T}\right)_{P,n}\,\mathrm {d} T+\sum _{i=1}^{N}{\bar {H}}_{i}\,\mathrm {d} n_{i}}
avec {\displaystyle {\bar {H}}_{i}=\left({\partial H \over \partial n_{i}}\right)_{P,T,n_{j\neq i}}} l'enthalpie molaire partielle du constituant {\displaystyle i}.
Chaque variation du nombre de mole {\displaystyle \mathrm {d} n_{i}} est reliée à la variation de l'état d'avancement {\displaystyle \mathrm {d} \xi } par :
{\displaystyle {\mathrm {d} n_{i} \over \nu _{i}}=\mathrm {d} \xi }
On obtient alors, par remplacement dans l'expression de la variation d'enthalpie :
{\displaystyle \mathrm {d} H=\left({\partial H \over \partial P}\right)_{T,\xi }\,\mathrm {d} P+\left({\partial H \over \partial T}\right)_{P,\xi }\,\mathrm {d} T+\left(\sum _{i=1}^{N}\nu _{i}{\bar {H}}_{i}\right)\,\mathrm {d} \xi }
{\displaystyle =\left({\partial H \over \partial P}\right)_{T,\xi }\,\mathrm {d} P+\left({\partial H \over \partial T}\right)_{P,\xi }\,\mathrm {d} T+\left({\partial H \over \partial \xi }\right)_{P,T}\,\mathrm {d} \xi }
{\displaystyle =\left({\partial H \over \partial P}\right)_{T,\xi }\,\mathrm {d} P+\left({\partial H \over \partial T}\right)_{P,\xi }\,\mathrm {d} T+\Delta _{\text{r}}H\,\mathrm {d} \xi }
L'expression {\displaystyle \sum _{i=1}^{N}\nu _{i}{\bar {H}}_{i}=\left({\partial H \over \partial \xi }\right)_{P,T}=\Delta _{\text{r}}H} est par définition l'enthalpie de réaction de la réaction chimique envisagée à {\displaystyle P} et {\displaystyle T} constantes. L'enthalpie de réaction {\displaystyle \Delta _{\text{r}}H} correspond donc à la différence des enthalpies molaires partielles entre les produits et les réactifs, en tenant compte de la stœchiométrie de la réaction.
Calculons alors la variation d'enthalpie du système réactionnel à {\displaystyle P} et {\displaystyle T} constantes :
{\displaystyle \mathrm {d} H=\Delta _{\text{r}}H\,\mathrm {d} \xi }
Intégrons pour un état d'avancement variant de zéro (début de la réaction) à {\displaystyle \xi } (état intermédiaire ou fin de la réaction) :
{\displaystyle \Delta H=\int _{0}^{\xi }\Delta _{\text{r}}H\,\mathrm {d} \xi }
Par définition, la variation de l'enthalpie lors d'une transformation isobare est égale à la chaleur produite lors de cette transformation, d'où :
{\displaystyle \Delta H=\int _{0}^{\xi }\Delta _{\text{r}}H\,\mathrm {d} \xi =Q_{P}}
La connaissance de l'enthalpie de réaction permet donc d'avoir accès à la chaleur de réaction.
Remarque :
Pour les systèmes réactionnels idéaux (gaz considérés comme parfaits, solutions diluées), l'enthalpie de réaction reste constante au cours d'une réaction. La variation d'enthalpie du système réactionnel mise en jeu à pression constante devient égale au produit de l'enthalpie de réaction par l'état d'avancement :
{\displaystyle \Delta H=\Delta _{\text{r}}H\cdot \xi =Q_{P}}

## Enthalpie de réaction standard et enthalpie de formation
L'enthalpie d'un corps pur ne peut pas être calculée de façon absolue car elle dépend de l'énergie interne qui n'est pas calculable ({\displaystyle H=U+PV}). Néanmoins, des tables d'enthalpies molaires ont été établies afin de pouvoir calculer rapidement une enthalpie de réaction à partir des valeurs de ces enthalpies molaires : {\displaystyle \Delta _{\text{r}}H=\sum _{i}\nu _{i}{\bar {H}}_{i}}. Cela suppose de définir une échelle arbitraire d'enthalpies molaires en définissant un zéro arbitraire d'enthalpie.
Une enthalpie de formation à la température {\displaystyle T}, notée {\displaystyle \Delta _{\text{f}}H_{i}^{\circ }} est définie comme l'enthalpie du corps {\displaystyle i} dans son état standard à la température {\displaystyle T}.
L'enthalpie de réaction standard à la température {\displaystyle T} est ainsi définie selon :
{\displaystyle \Delta _{\text{r}}H^{\circ }=\sum _{i}\nu _{i}\Delta _{\text{f}}H_{i}^{\circ }}
Les valeurs de {\displaystyle \Delta _{\text{f}}H_{i}^{\circ }} pour chaque corps pur sont tabulées à la température de référence de 298,15 K.

## Problématique de l'état de référence

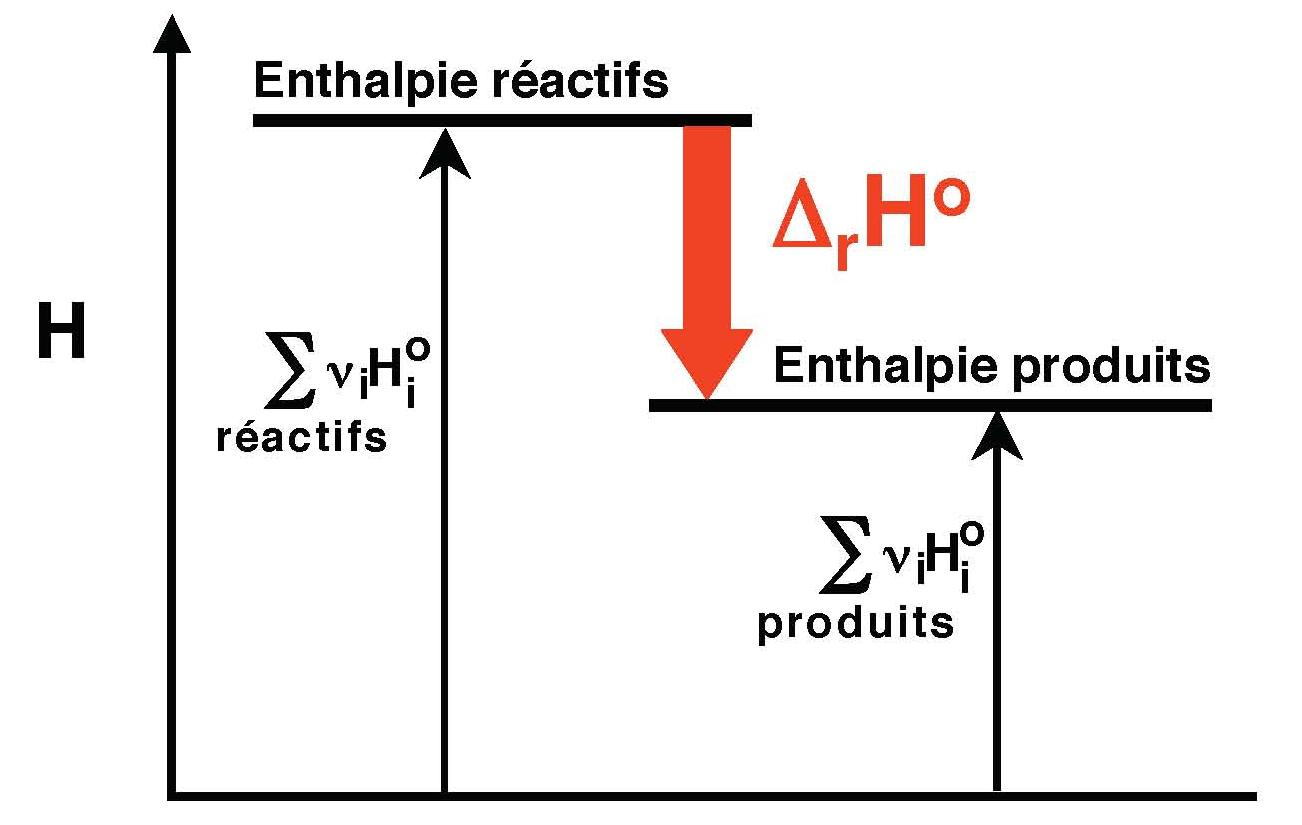
Fig. 1: L'enthalpie de réaction correspond à la différence d'enthalpie entre les produits de la réaction (à droite) et les réactifs (à gauche). Pour calculer cette différence, il est capital de disposer d'une référence commune.

L'enthalpie molaire standard est tabulée pour de nombreux composés. Il est ainsi aisé de calculer par différence l'enthalpie de réaction, à condition de faire attention aux états de référence utilisés (Figure 1). Comme il n'existe pas de zéro absolu pour l'enthalpie, plusieurs états de références ont été définis pour les enthalpies molaires des composés.
Par analogie avec l'altitude, lorsque l'on doit calculer une dénivelée entre deux points, on calcule la différence entre leur altitudes. De manière implicite, on utilise le même état de référence, à savoir que l'altitude au niveau de la mer vaut zéro. On peut tout aussi bien utiliser un autre état de référence (par exemple en admettant que l'altitude au fond de la Fosse des Mariannes vaut zéro), mais un résultat correct n'est obtenu qu'en restant cohérent, à savoir en utilisant le même référentiel pour les points de départ et d'arrivée.
Pour dresser des tables d'enthalpies molaires standards on a choisi de définir l'échelle d'enthalpie de la manière suivante: l'enthalpie molaire standard d'un corps pur simple stable dans l'état standard est nulle à 298 K.
Exemples :
- oxygène gazeux : {\displaystyle h_{298,O_{2}^{(g)}}^{0}=0}
- carbone graphite : {\displaystyle h_{298,C_{graphite}}^{0}=0}

Néanmoins l'utilisation des enthalpies standards de formation permet d'éviter l'emploi d'une convention arbitraire.

## Détermination de l'enthalpie de réaction
Il est possible de déterminer l'enthalpie de réaction par une mesure expérimentale ou par un calcul. Par le calcul, on peut arriver très rapidement à obtenir une valeur approximative à partir des tables thermodynamiques. La mesure expérimentale nécessite un certain savoir-faire et l'utilisation d'un calorimètre ou d'une bombe calorimétrique mais elle permet une détermination plus précise, qui tient notamment compte des conditions réelles de réactions. Elle est de plus bien souvent inévitable pour les composés sur lesquels il n'est pas possible de trouver de l'information dans les bases de données actuelles.

### Détermination par le calcul

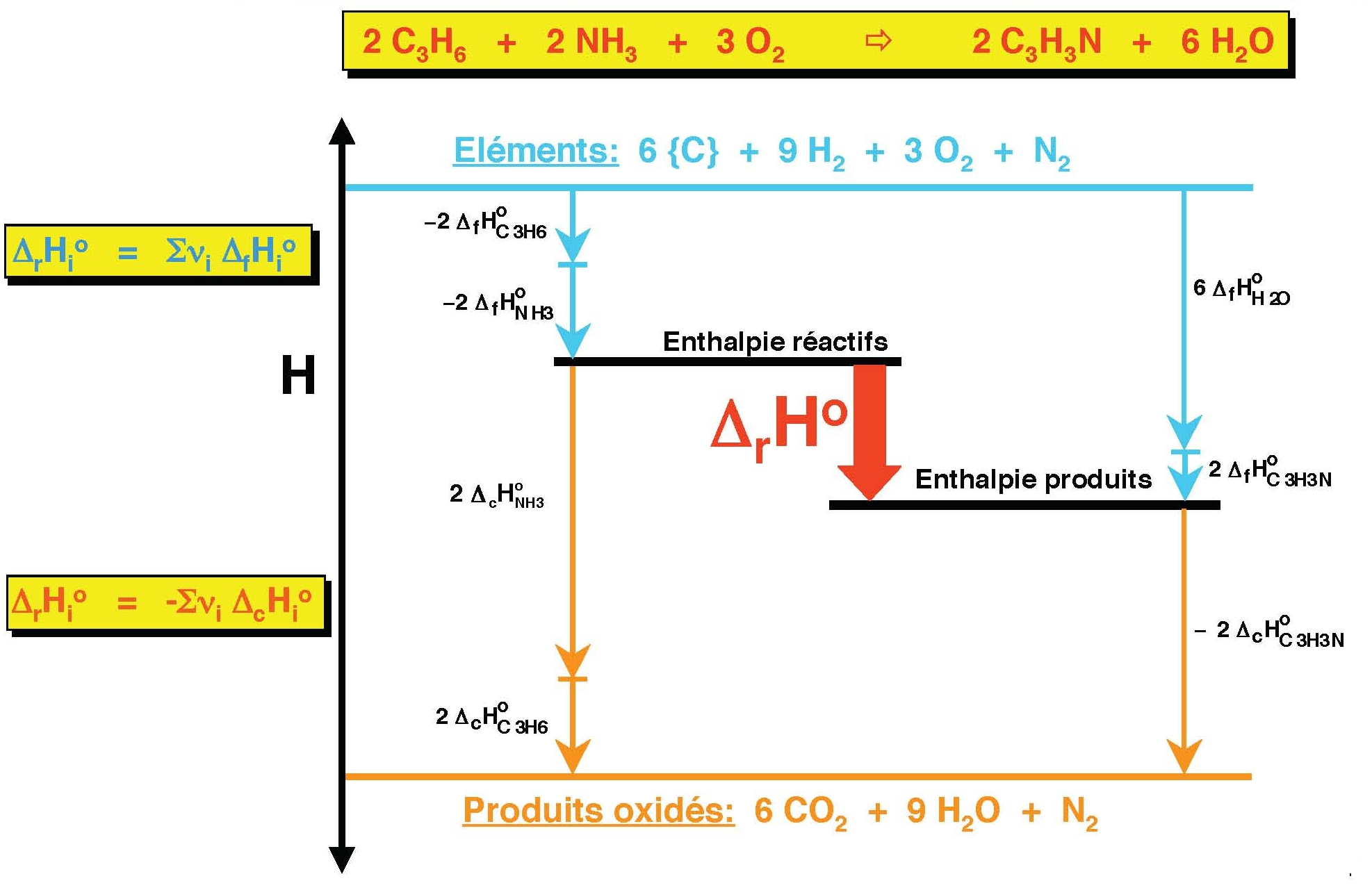
Fig. 2: L'enthalpie de réaction peut tout aussi bien être calculée en utilisant comme état de référence celui des enthalpies de combustion, ou celui des enthalpies de formation.

Afin de déterminer une enthalpie de réaction standard par le calcul, on utilise généralement les deux états de référence les plus courants, pour lesquels de nombreuses données sont disponibles. Le premier se base sur les enthalpies de formation. Le second est basé sur les enthalpies de combustion, pour lesquelles le niveau zéro a été fixée pour le CO2 ainsi que pour l'eau, qui sont les produits de combustion d'une molécule organique. Les deux méthodes peuvent être combinées (Figure 2).
Afin de déterminer l'enthalpie de formation ou de combustion d'un composé, il est possible de recourir à la loi de Hess en utilisant les données connues.
Il est également possible d'estimer l'enthalpie de formation d'un composé en connaissant sa structure. Cette méthode, dite de Benson, consiste à additionner les contributions enthalpiques des différents groupes fonctionnels de la molécule.

### Détermination expérimentale
En l'absence de données thermodynamiques sur un composé, ou afin d'obtenir une détermination plus précise qui tient compte des conditions réelles de réaction, on procède à la détermination expérimentale de l'enthalpie de réaction. Pour cela les méthodes existantes sont:
- Bombe calorimétrique
- Calorimétrie différentielle à balayage
- Calorimétrie de réaction

## Exemples et ordres de grandeur
Valeurs typiques d'enthalpie de réaction :
- Hydrogénation (alcène) : −200 kJ/mol ;
- Amination : −120 kJ/mol ;
- Neutralisation (acide chlorhydrique) : −55 kJ/mol ;
- Réaction de décomposition (groupe nitro) : −350 kJ/mol.